# 요코야마 아유무
요코야마 아유무(일본어: 横山 歩夢, 2003년 3월 4일~)는 일본의 축구 선수이다.

## 구단 경력
그는 2021년 J2리그의 마쓰모토 야마가 FC에 입단했다. 2021년후 J3리그에 강등했다. 2022년까지 45경기에 출전하여, 11득점을 넣었다. 2023년 J1리그의 사간 도스로 이적했다. 2024년까지 41경기에 출전하여, 5득점을 넣었다. 2024년 8월 버밍엄 시티 FC로 이적했다. 2025년 KRC 헹크로 이적했다.